# 神戶布引索道

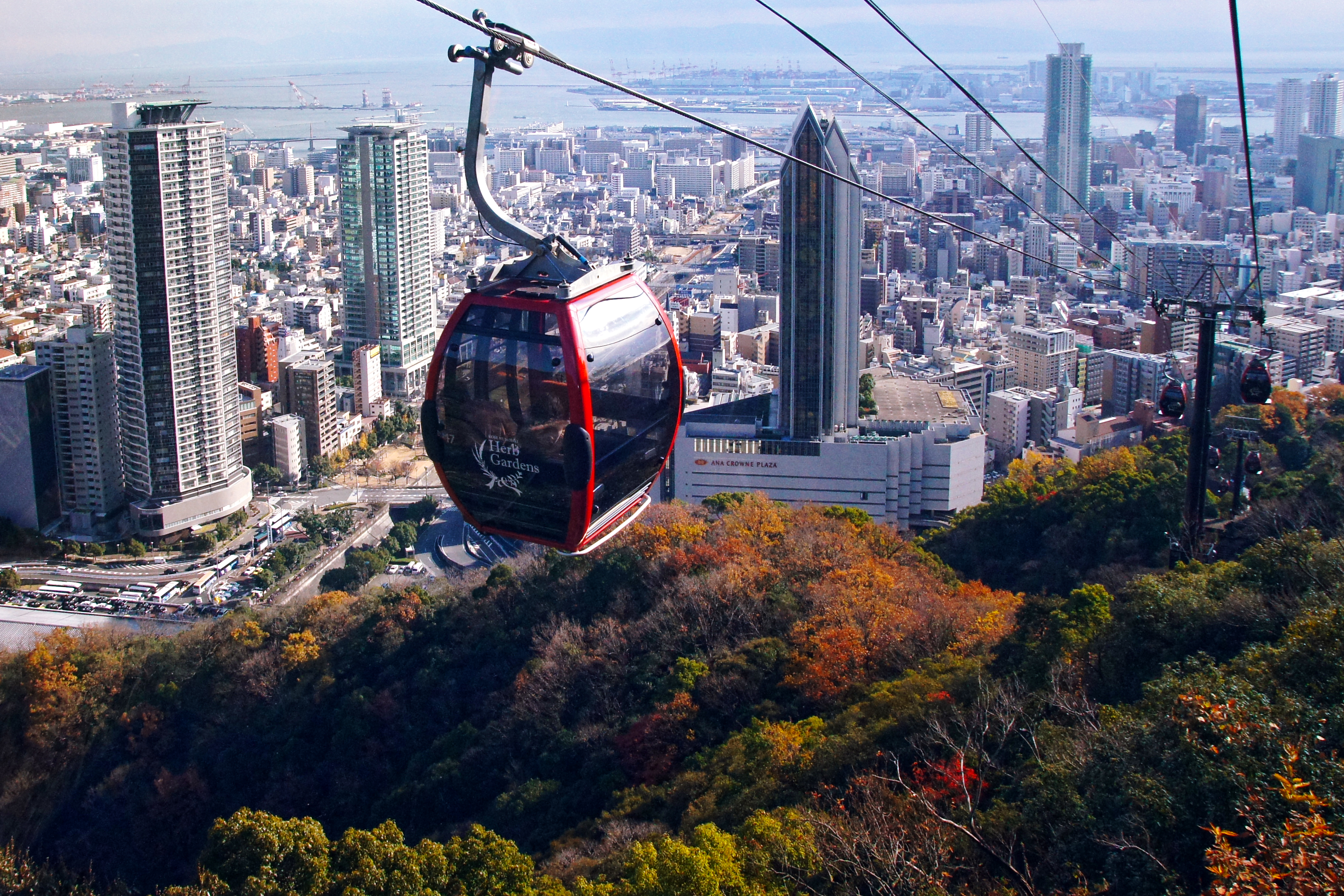
香草園山麓站的上

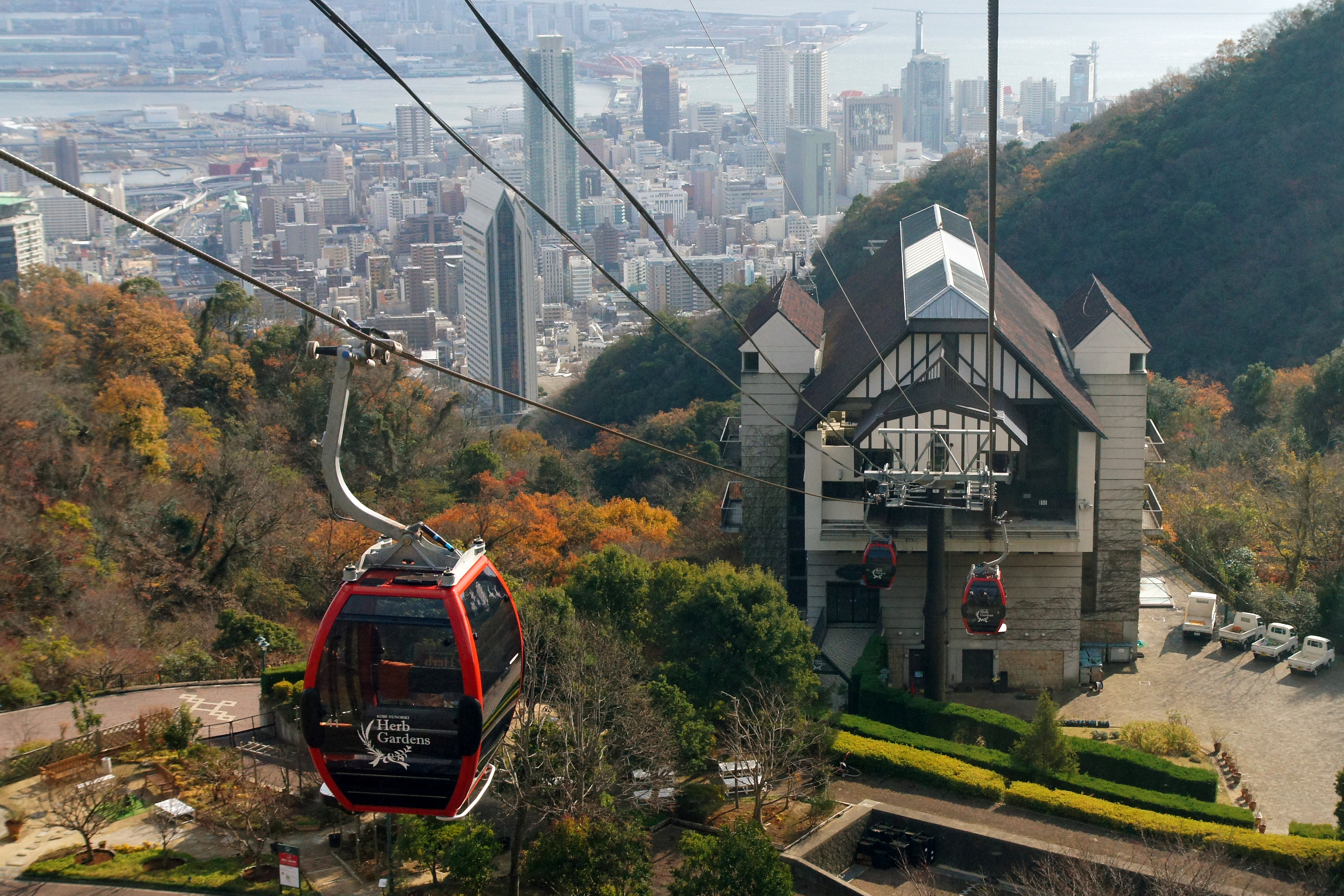
風之丘中間站的上

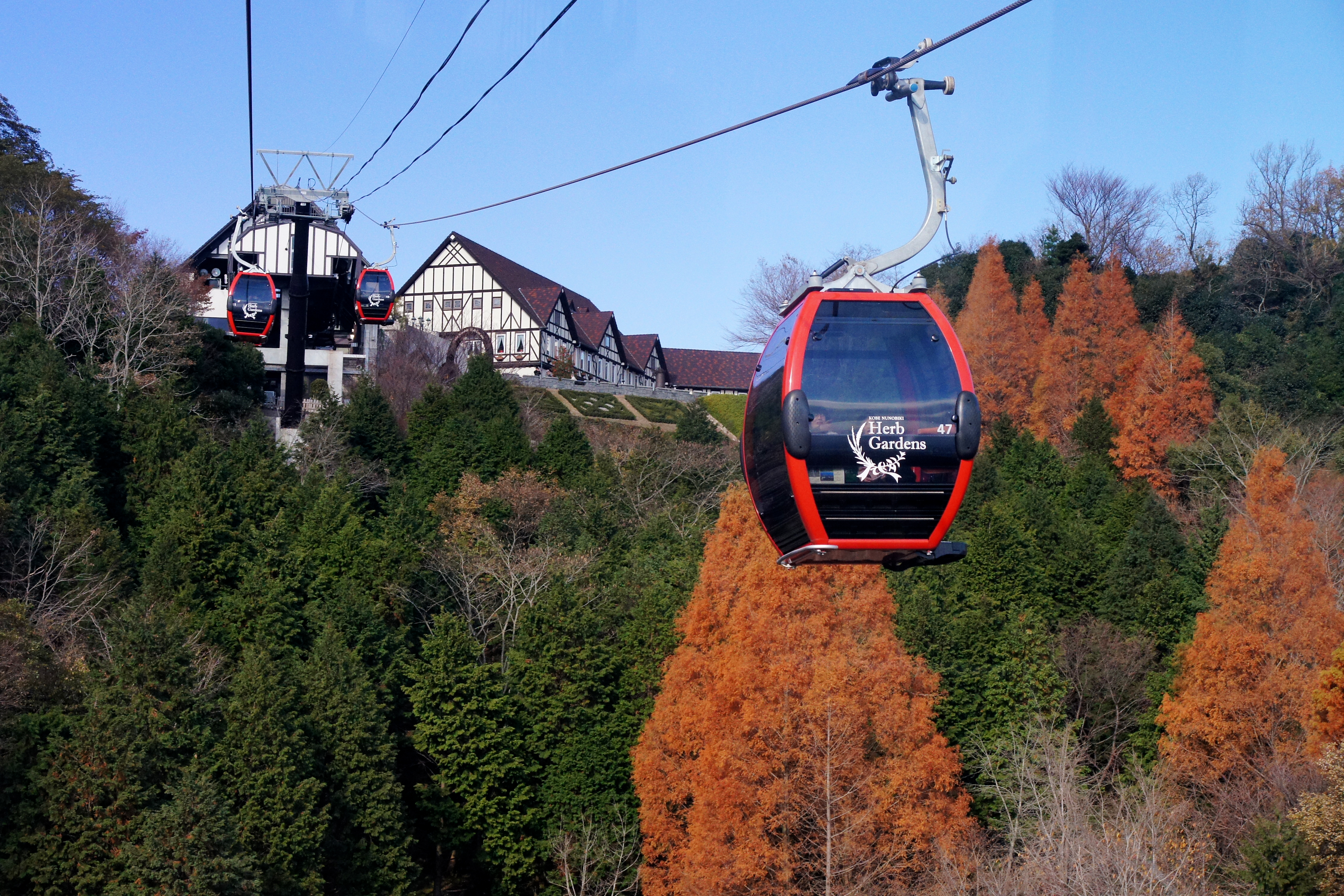
香草園山頂站的下

神戶布引索道（日语：／）是一條連接兵庫縣神戶市中央區新神戶至世繼山的索道。該索道實際上是前往布引香草園多於前往該山。在翻新工程前，索道的愛稱為神戶夢風船。
從前索道是由神戶市都市整備公社（現時：神戶房屋及城市發展公社）營運。在2009年4月，神戶市取得設備和設施，在PFI事業下再次重整業務，2011年4月1日翻新完成重開。現時，設施由神戶市擁有，在鐵道事業法下，索道由神戶度假服務運營。

## 概要
索道連接新神戶站附近的香草園山麓站和香草園山頂站之間。索道主要運送遊客前往布引香草園和山上以觀看大海。
中途，乘客可觀看布引瀑布和布引五本松水壩（重要文化財，布引水壩）。
在啟用以來，「新神戶索道」由財團法人神戶市都市整備公社經營。後來引入指定管理者制度後，在2006年4月1日起，由山梨縣經營休閒設施的清里高地公園株式會社神戶事業所（NC度假管理組）管理索道，同時該公司經營布引香草園。但是，後來隨著慢性赤字未解決下，在指定管理者合約完結後，於2010年4月1日把經營權轉讓至神戶渡假服務株式會社。
隨著索道老化，在2009年4月神戶市取得設備和設施等，日本纜索集團把索道業務重整（PFI事業）（日本索道、NC度假管理、琵琶湖Valley、阪神園藝的合資企業）。在2010年11月29日至2011年3月31日之間進行翻新工程。同時布引香草園也暫停開放，以進行翻新工程。
在同年4月1日翻新工程後，索道名稱由「新神戶索道」改為「神戶布引索道」，車站名稱與費用也變更。

## 運行形態
在冬季的營業時間為9:30 - 17:00。在春、秋季的營業時間中，平日為9:30 - 17:00，星期六、日與假日為9:30 - 20:30，夏季的營業時間為9:30 - 20:30。當中也有例外，在元旦會在5:00開始行走。這是為了運送乘客前往布引香草園以觀看元旦日出。

## 路線數據
（翻新工程前）
- 高低差 - 330.0米
- 最大跨度 - 216.65米
- 柱數目 - 12個
- 纜車載客量 - 6人×69架
- 主要發動機  - 250kW三相電機
- 最高運送量 - 每小時1,050人
- 行走速度 - 每秒3.0米
- 所需時間 - 10分鐘

## 歷史
- 1991年（平成3年）10月23日 - 索道啟用。
由瑞士設計的自動循環式索道引入後。由於氣候不同，在沒有窗的吊車內於夏天會變成了蒸汽浴室，因此當初給予乘客團扇。後來索道暫停服務，以把吊車進行翻新，當中加設窗口和風扇。在翻新後吊車不再順序編排，這個問題會在後來的翻新工程作更正。
- 2010年（平成22年）
  - 4月1日 - 由神戶渡假服務經營。
  - 11月29日 - 2011年（平成23年）3月31日 - 進行翻新工程。
- 2011年（平成23年）4月1日 - 翻新完成重開[4]。名稱、站名和車費在公社時代變更[5]。

## 車站列表
香草園山麓站（34°42′15.8″N 135°11′37.6″E / 34.704389°N 135.193778°E） –  風之丘中間站（34°42′44.6″N 135°11′29.7″E / 34.712389°N 135.191583°E） –  香草園山頂站（34°43′1.3″N 135°11′27.3″E / 34.717028°N 135.190917°E，2011年4月1日起）

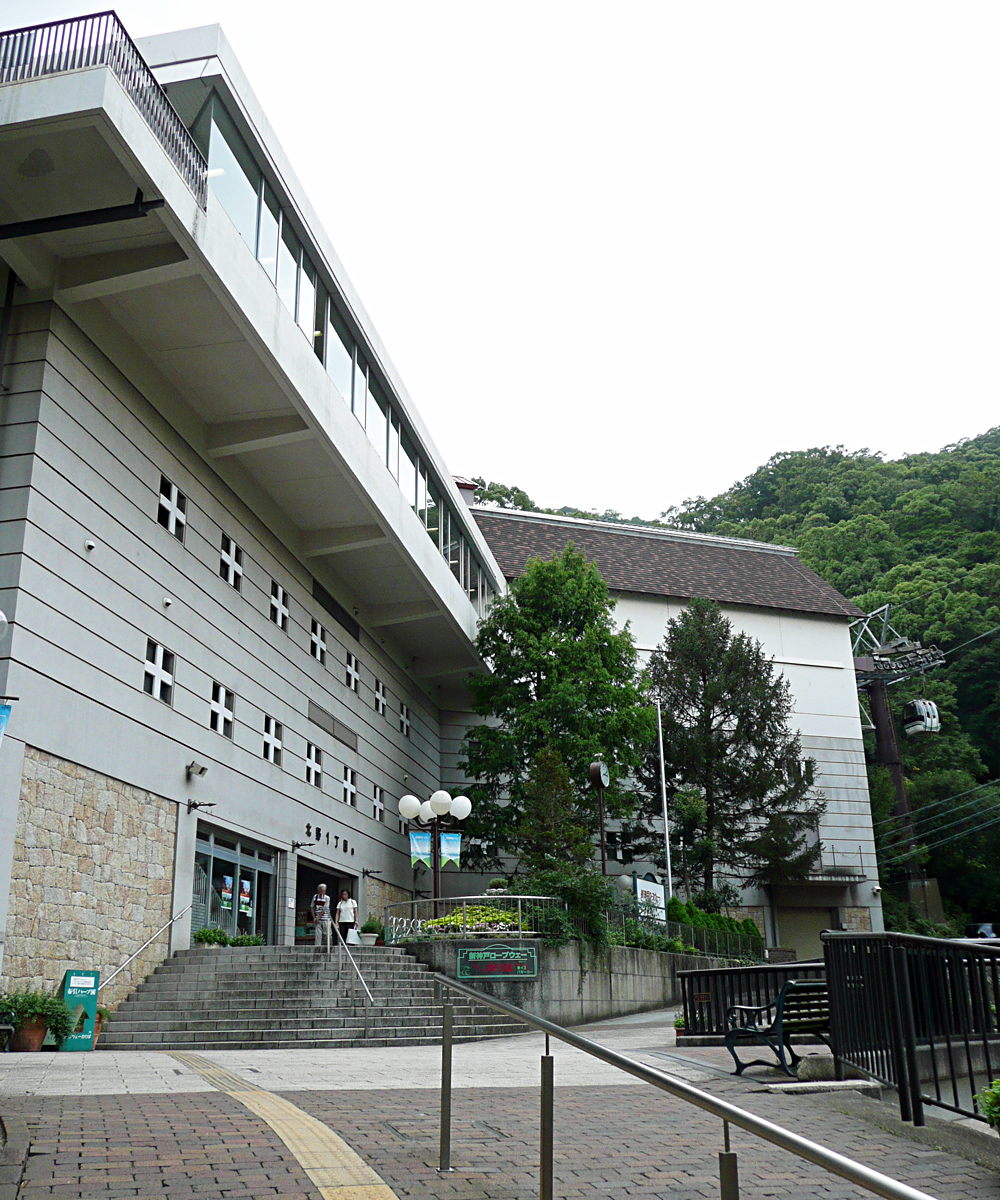
北野一丁目站 （現時：香草園山麓站）
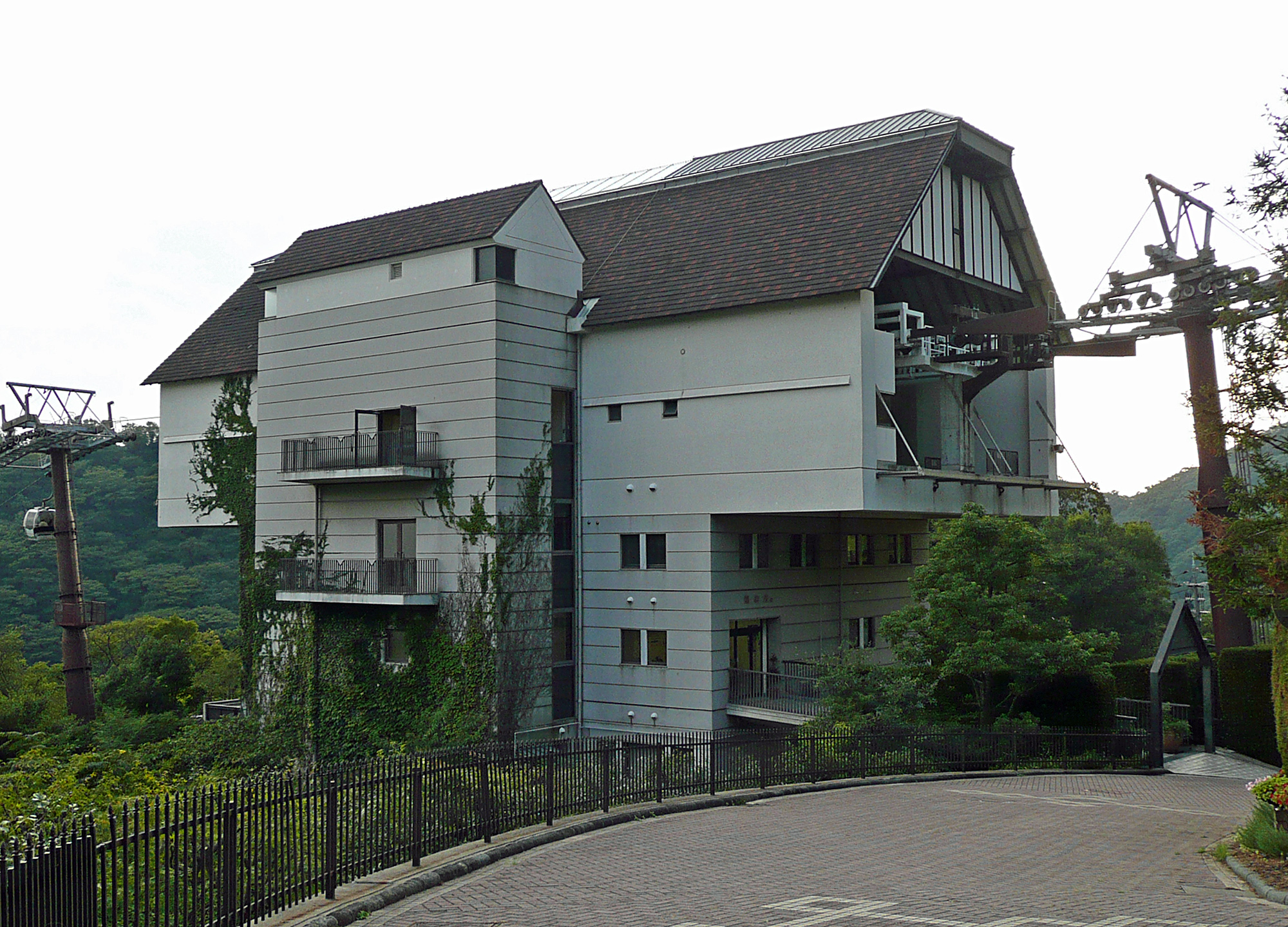
風之丘站 （現時：風之丘中間站）
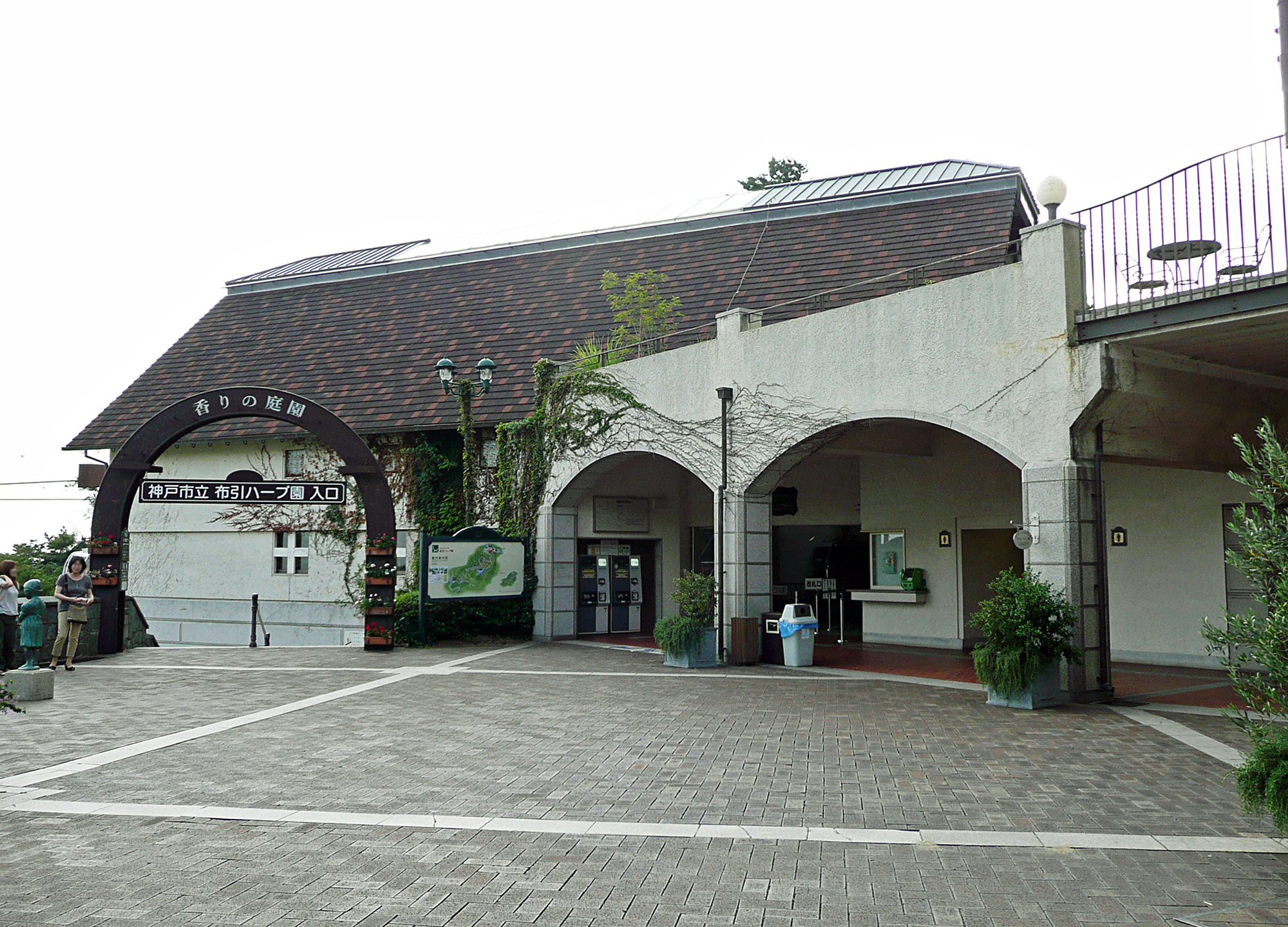
布引香草園站 （現時：香草園山頂駅）

## 接續路線
香草園山麓站：山陽新幹線、神戶市營地下鐵西神·山手線、北神急行電鐵北神線（新神戶站）

## 注腳
1. ↑  新神戸ロープウェー再整備等事業 （页面存档备份，存于）（日語）
2. ↑  新神戸ロープウェーの事業譲渡と事業譲渡後の既発行乗車券の取扱いについてPDF（日語） 平成22年3月11日，新聞稿
3. ↑   (PDF).   [2021-10-30]. （原始内容存档 (PDF)于2016-03-04）.
4. 1 2  新神戸ロープウェーの改修工事実施に伴う運行休止と布引ハーブ園の臨時休園等についてPDF（日語） 平成22年9月10日，新聞稿
5. 1 2  新神戸ロープウェーの料金および名称等の変更についてPDF（日語） 平成22年12月1日，新聞稿

## 外部連結
- 神戶布引香草園／索道 （页面存档备份，存于）（日語）